# 인천광역시여성복지관
인천광역시여성복지관(仁川廣域市女性福祉館)은 인천광역시 안에 거주하는 여성의 능력개발을 위한 사회교육 운영과 저소득 여성의 자활능력배양 및 자원활동 지원을 위하여 인천광역시청 산하에 설치된 사업소이다.
복지관장은 지방서기관으로 보한다.

## 연혁
- 1986년 8월 1일: 인천직할시부녀복지관 신설
- 1993년 8월 5일: 인천직할시부녀아동상담소 흡수
- 1995년 1월 1일: 인천광역시부녀복지관으로 변경
- 1997년 1월 17일: 인천광역시여성복지관으로 변경
- 2004년 6월 2일: 인천광역시여성의광장 설치
- 2006년 1월 2일: 인천광역시여성의광장 분리
- 2013년 12월 12일: 인천광역시아동복지관 분리

## 조직
관장
- 관리팀
- 교육취업팀